# Orveau
Orveau település Franciaországban, Essonne megyében. Lakosainak száma 145 fő (2022. január 1.). Orveau D’Huison-Longueville, Boissy-le-Cutté és Bouville községekkel határos.

## Népesség
A település népességének változása:
| Lakosok száma | 194  | 197  | 203  | 193  | 180  | 168  | 155  | 151  | 145  |
|               | 2013 | 2015 | 2016 | 2017 | 2018 | 2019 | 2020 | 2021 | 2022 |